# Pasqua (nome)
Pasqua  è un nome proprio di persona italiano femminile.

## Varianti
- Femminili
  - Alterati: Pasquina[1], Pasquetta[2], Pasquita[2]
- Maschili
  - Alterati: Pasquino[1], Pasquetto

## Origine e diffusione

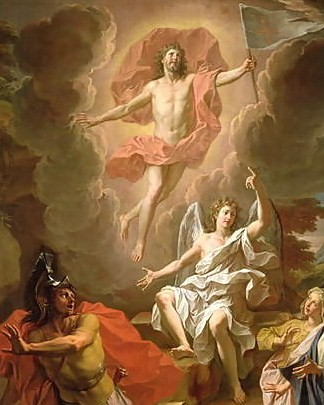
La resurrezione di Cristo, di Noël Coypel

Riprende il nome della festività di Pasqua (alla quale fa riferimento anche il nome Pasquale), durante la quale i cristiani celebrano la resurrezione di Cristo; deriva dal latino ecclesiastico Pascha, "passaggio", "transito", a sua volta dal greco πάσχα (pascha), in ultimo dall'aramaico פסח (pesach), "passare oltre", "attraversare".
È un nome dato tradizionalmente alle bambine nate il giorno di Pasqua, o nel periodo pasquale. Pasqua è anche un cognome italiano, storicamente diffuso in tutta Italia.

## Onomastico
L'onomastico si festeggia nel giorno di Pasqua, che cade in una data variabile tra il 22 marzo e il 25 aprile o in alternativa all'Epifania, giorno di annuncio della Pasqua.

## Persone
- Pasqua Aurora Betti, terrorista italiana

### Variante maschile Pasquino
- Pasquino da Montepulciano, scultore e architetto italiano
- Pasquino Borghi, sacerdote, missionario e partigiano italiano
- Pasquino Ermini, pilota automobilistico e imprenditore italiano